# Pelargonium tragacanthoides
Pelargonium tragacanthoides är en näveväxtart som beskrevs av William John Burchell. Pelargonium tragacanthoides ingår i släktet pelargoner, och familjen näveväxter. Inga underarter finns listade i Catalogue of Life.